# DomQuartier Salzburg
Das DomQuartier Salzburg ist ein seit 2014 in dieser Form bestehender Museumskomplex in der Stadt Salzburg. Es handelt sich um eine konzeptionelle Zusammenführung und Zurschaustellung von Baulichkeiten sowie von weltlichen und sakralen Kunstsammlungen rund um den Salzburger Dom respektive den Domplatz.

## Bestand

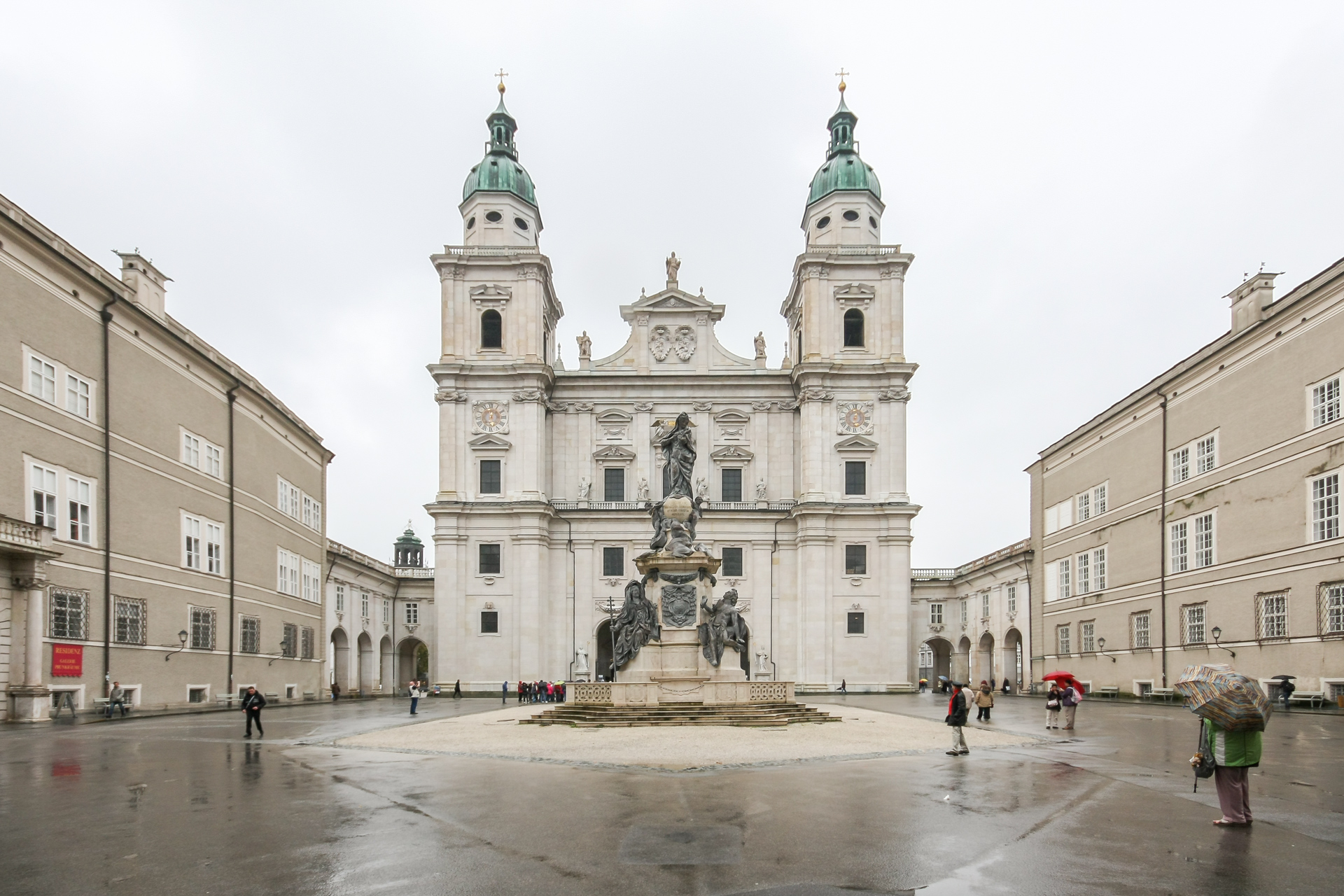
Der Salzburger Domplatz mit den nun zugänglichen Dombögen

Mit der Errichtung des Domquartiers und der entsprechenden Adaptierung der Räumlichkeiten wurden mehrere bis dahin der Öffentlichkeit verschlossene Räume zugänglich gemacht, und zwar auf der Ostseite des Domplatzes die baulichen Verbindungen zwischen der Salzburger Residenz, dem Dom und dem Konventtrakt des Stifts St. Peter (die sogenannten Dombögen), auf der Westseite des Platzes der sogenannte Wallistrakt zwischen dem Gebäude des Stifts und der Residenz (der bis dahin von der Universität Salzburg genutzt wurde) und letztlich eine Verbindung von der Residenz zur Franziskanerkirche, die in dem neu konzipierten Rundgang einen Einblick in die Kirche aus ungewohnter Perspektive bietet.
Die Schauobjekte des 2012 geschlossenen Salzburger Barockmuseums, die dem Salzburg Museum einverleibt worden waren, wurden in das Domquartier integriert, die Ausstellungsobjekte des Stifts St. Peter überhaupt erstmals der Allgemeinheit präsentiert.

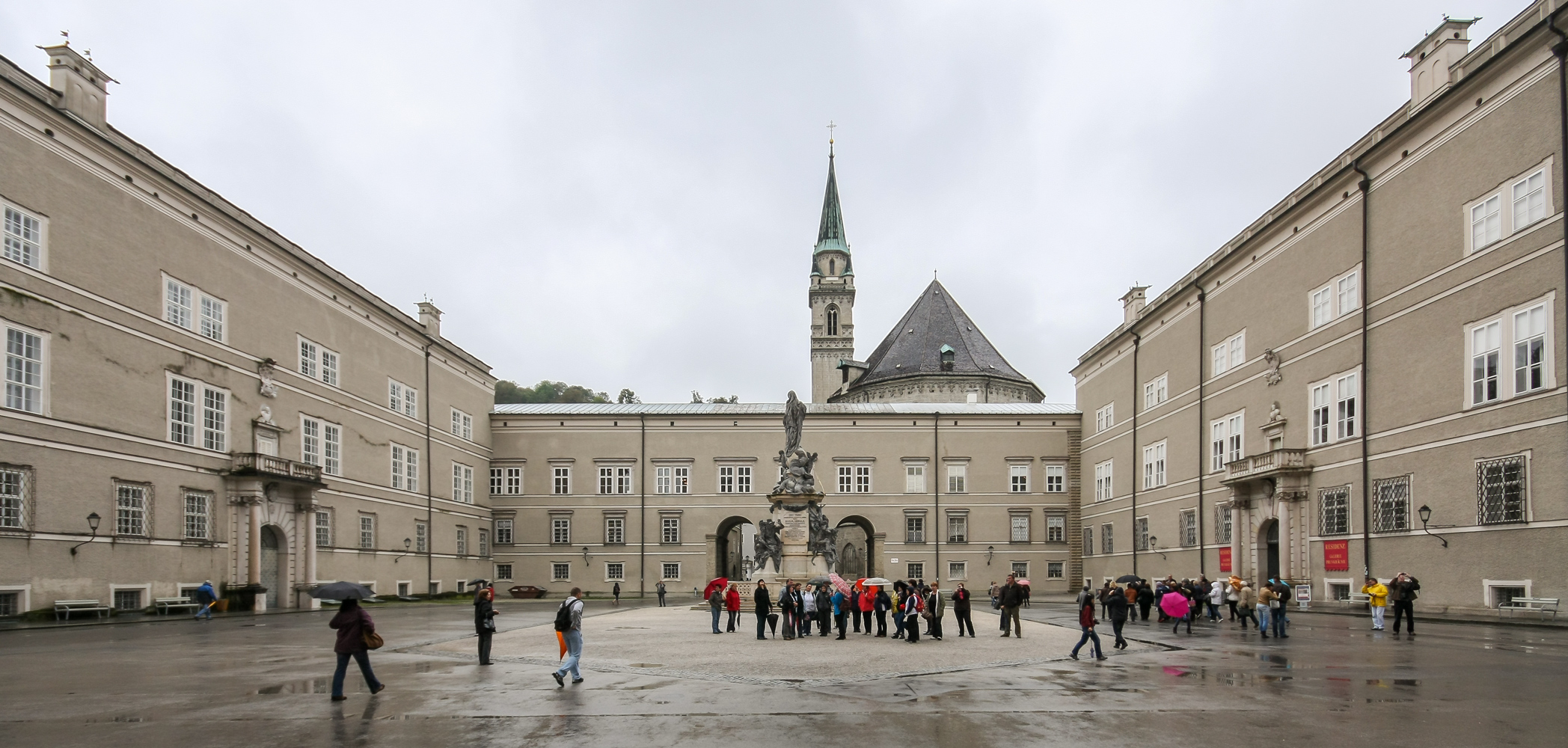
Der Salzburger Domplatz (gesehen vom Domeingang) – links Konventtrakt des Stifts St. Peter mit der Langen Galerie, Mitte der sog. Wallistrakt der Residenz mit Exponaten des Museums St. Peter, rechts die Residenz u. a. mit dem prunkvollen Carabinieri-Saal; im Hintergrund die Franziskanerkirche

Der Komplex umfasst derzeit folgende Objekte und Sammlungen:
- Prunkräume der Salzburger Residenz
- Residenzgalerie Salzburg
- Nordoratorium mit wechselnden Sonderausstellungen
- Domorgelempore mit Großer Domorgel
- Dommuseum Salzburg mit Domschatz, im Südoratorium des Doms
- Kunst- und Wunderkammer (südliche Dombögen)
- Lange Galerie (Gemäldesammlung des Stifts St. Peter)
- Museum St. Peter[1]

## Wirtschaft und Marketing
Die Errichtung des Museumskomplexes wurde 2006 in Angriff genommen. Die Kosten von rund 8,5 Mio. Euro – davon rund 800.000 Euro für Sicherheitseinrichtungen – wurden hauptsächlich von Stadt und Land Salzburg sowie zu geringeren Teilen von der Erzabtei St. Peter, der Universität Salzburg und dem Domkirchenfonds aufgebracht.
Eröffnet wurde das Domquartier am 17. Mai 2014; Mitte November 2014 zählte man den 100.000sten Besucher.
Die wirtschaftliche Führung des DomQuartiers oblag anfänglich der ARGE DomQuartier, an der folgende Betreiber beteiligt waren:
- Salzburger Burgen und Schlösser Betriebsführung
- Residenzgalerie Salzburg
- Dommuseum der Erzdiözese Salzburg
- Erzabtei St. Peter
- Salzburg Museum

Im April 2016 wurde das DomQuartier in eine GmbH umgewandelt, an der das Land Salzburg, der Domkirchenfonds und das Stift Sankt Peter zu je einem Drittel beteiligt sind. Die Bezeichnung des Unternehmens lautet nun DomQuartier Salzburg GmbH.
Geschäftsführerin des DomQuartiers ist Andrea Stockhammer.

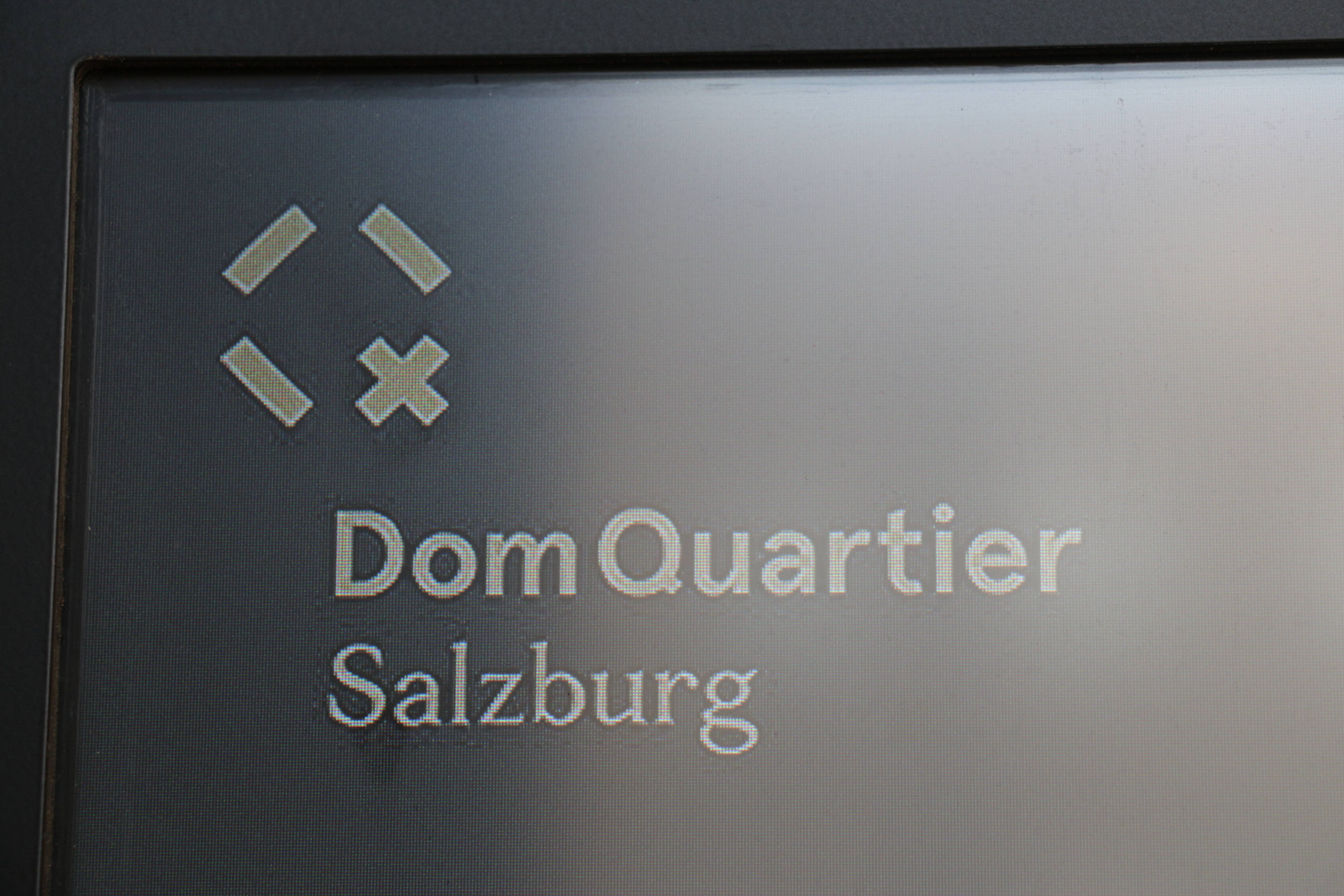
Wort-Bild-Marke des DomQuartiers im Eingangsbereich der Residenz

In der Konzeption und Vermarktung des Museums wird an die glanzvolle Geschichte Salzburgs zur Zeit der Salzburger Fürsterzbischöfe angeschlossen; ein beherrschendes Thema ist daher auch das Zeitalter des Barock. Beworben werden in erster Linie themenbezogene Führungen, Angebote für Kinder und Jugendliche sowie Veranstaltungen und Sonderausstellungen in der Residenz.
Die Bezeichnung Quartier für ‚Viertel‘ gilt – im Zusammenspiel mit der zweiten Wortbedeutung ‚Unterkunft, Beherbergung‘ – zu Beginn des 21. Jahrhunderts für attraktiv
und wird als zeitgemäße Benennung von kulturellen Einrichtungen und Kunstsammlungen empfunden, sodass dieses Wort auch in der Bezeichnung dieser Salzburger Institution eingesetzt wird. Die Schreibung des Eigennamens DomQuartier erscheint mit der Binnenmajuskel Q, gilt so als Wortmarke und wurde von Beginn an von den Medien übernommen. Exakt betrachtet existiert zwischen den Wortteilen Dom und Quartier ein schmales Leerzeichen, sodass eigentlich eine Schreibung des Namens in Form eines Kompositums mit Leerzeichen vorliegt.